# Triebstruktur und Gesellschaft
Triebstruktur und Gesellschaft ist eines der bekanntesten Werke des deutsch-amerikanischen Soziologen und Philosophen Herbert Marcuse. Das Buch wurde 1955 in den USA unter dem Titel Eros and Civilization. A Philosophical Inquiry into Freud veröffentlicht; die amerikanische Ausgabe widmete er seiner 1951 verstorbenen Frau Sophie Wertheim. 1957 erschien die deutsche Übersetzung im Klett-Verlag unter dem Titel Eros und Kultur. Ein philosophischer Beitrag zu Sigmund Freud; 1965 veröffentlichte der Suhrkamp-Verlag diese Übersetzung unter dem veränderten Titel Triebstruktur und Gesellschaft. Ein philosophischer Beitrag zu Sigmund Freud. Der Autor versucht, aus der Philosophie Karl Marx’ und der Psychoanalyse Sigmund Freuds eine an Horkheimer orientierte Synthese zu schaffen. Die Arbeit gehört zu den grundlegenden Werken der Kritischen Theorie. Im Rahmen der deutschen Studentenbewegung der 1960er Jahre wurde das Werk stark rezipiert.

## Überblick
Der Essay Triebstruktur und Gesellschaft ist einerseits als Beitrag zu dem Projekt der kritischen Theorie zu verstehen, die analytischen Ergebnisse einer reflektierten marxistischen Gesellschaftskritik mit den Aussagen der psychoanalytischen Theorie zu verbinden, andererseits als eine direkte Antwort auf Freuds kulturtheoretischen Essay, Das Unbehagen in der Kultur. Marcuse betont in der Einleitung, dass der Zweck des Essays sei, „zur Philosophie der Psychoanalyse beizusteuern – nicht zur Psychoanalyse selbst.“
Ziel der Unternehmung war es, die Widersprüche moderner gesellschaftlicher Verhältnisse mittels einer dialektisch verfahrenden, die Tiefendimensionen unserer Kultur erfassenden Methode zu beschreiben und insbesondere den Zusammenhang zwischen Subjekt und Sozialität in einem theoretisch ambitionierten Verfahren zu erhellen. Andererseits versucht Marcuse auch, aus der kritischen Analyse des Gegebenen Möglichkeiten einer befreiten Gesellschaft und einer befreiten Subjektivität, mithin einen positiven Entwurf künftiger gesellschaftlicher Verhältnisse zu extrahieren, mit dem Anspruch, nicht eine Utopie zu formulieren, sondern in der Verfasstheit der gesellschaftlichen Wirklichkeit und des menschlichen Individuums selbst Ansätze einer künftigen Befreiung ausfindig zu machen. Marcuse entwarf darin eine Gesellschaft, in der der wirtschaftliche und soziale Fortschritt ermöglichen würde, Vernunft und Eros zu harmonisieren: Eros, Kultur, Kunst und das Glück der Menschen würden vitalisiert, repressive leidvolle Arbeit werde nicht mehr notwendig sein.

## Inhalt
I. Unter der Herrschaft des Realitätsprinzips
Nach Freud ist die Bedingung für die Schaffung von Kultur und die Errichtung stabiler sozialer Beziehungen die Unterdrückung der destruktiven und antisozialen Triebe. Das ursprüngliche Lustprinzip, gerichtet auf die unmittelbare und vollständige Befriedigung der Triebwünsche, gelangt unter dem Einfluss einer durch materiellen Mangel geprägten Wirklichkeit unter die Herrschaft des Realitätsprinzips. Die Erfüllung der Triebwünsche wird unter der Wirkung gesellschaftlicher Herrschaft zurückgestellt, dadurch entsteht das bewusste, denkende und sich erinnernde Subjekt. Das Lustprinzip wird ins Unbewusste verdrängt und nur die Phantasie gelangt nicht unter die Herrschaft des Realitätsprinzips. Die Unterdrückung des Lustprinzips jedoch schwächt den Eros zugunsten der destruktiven Tendenz des Thanatos und führt so zu den soziopathologischen Dynamiken moderner Gesellschaften wie Krieg und Massenmord.
Im Unterschied zu Freud jedoch sieht Marcuse die Ananke (Lebensnot), unter deren Einfluss die Repression der Triebe sich entwickelt, als historisch-kontingentes Faktum und nicht als zeitlose Bedingung menschlicher Existenz schlechthin an. Die historisch vorherrschende Form des Realitätsprinzips ist das Leistungsprinzip. Das Lustprinzip wird zeitlich auf die Freizeit und räumlich auf die Genitalität begrenzt. Dadurch wird ein Großteil der Zeit und des menschlichen Körpers für die Verrichtung entfremdeter Arbeit frei, so kann der Mensch sich und seine soziale Umgebung unter Bedingungen natürlichen Mangels reproduzieren. Das Leistungsprinzip ist in der gegenwärtigen Phase durch die Erfordernisse der produktiven Effizienz und der Konkurrenz geprägt. Die entfremdete Arbeit schafft nun selbst Freiheitsgrade, vor allem die Freiheit von natürlichen Zwängen und dient damit mittelbar dem Lustprinzip, allerdings um den Preis einer unterdrückenden Kultur. Marcuse prägt nun den Begriff der zusätzlichen Unterdrückung (surplus repression), die keine für die Existenz von Kultur überhaupt notwendige ist, sondern der Organisation der Herrschaft des Menschen über den Menschen dient. Diese Herrschaft wird im Laufe der Geschichte immer wieder durch revolutionäre Prozesse überwunden, aber gleich wieder aufgerichtet, weil die Subjekte durch die internalisierte Unterdrückung die Herrschaft mit der Existenz lebenssichernder Ordnung schlechthin identifizieren. So entsteht ein doppeltes Schuldgefühl durch den Verrat an der Herrschaft und an den eigenen Wünschen nach Freiheit. Produktion und Konsum rechtfertigen die Herrschaft und täuschen darüber hinweg, dass die Menschen ihre Bedürfnisse selbst bestimmen könnten.
II. Jenseits des Realitätsprinzips
Durch die Steigerung der Produktivität in der entfremdeten Arbeit schafft das Realitätsprinzip jedoch im Laufe der Geschichte die Bedingungen dafür, dass die herrschende Form des Realitätsprinzips abgeschafft werden könnte. „Je vollständiger die Entfremdung, desto größer das Potential der Freiheit.“ Marcuse sieht eine historische Phase gekommen, in der die Menschen ihre Bedürfnisse selbst bestimmen könnten. Durch die Automation der Produktion könnte die weiterhin lebensnotwendige entfremdete Arbeit auf ein zeitliches Minimum begrenzt werden. Der Eros würde in großem Ausmaß von seinen destruktiven Beschränkungen befreit. Allerdings wäre eine Vorbedingung dafür der Verzicht auf den erreichten Lebensstandard in der westlichen Welt.
Im Unterschied zu Freud geht Marcuse davon aus, dass ein solcherart befreiter Eros nicht zum Untergang der Kultur führen würde, im Gegenteil: „Die Befreiung des Eros könnte neue, dauerhafte Werkbeziehungen schaffen.“ Es käme zu einer Selbst-Sublimierung der Sexualität, die kultiviertere Beziehungen der Individuen untereinander ermöglichen würde. Marcuse geht von einer dem Eros innewohnenden libidinösen Moral aus, die nach der Abschaffung der zusätzlichen Unterdrückung und der damit verbundenen Herrschaftsformen zur Ausprägung einer befreiten Gesellschaft führen könnte. Arbeit könnte dank der freigewordenen zeitlichen Ressourcen und der gesteigerten Möglichkeiten freier Wahl den Charakter des Spiels annehmen. Antizipiert sieht Marcuse diese Entwicklungsmöglichkeiten in der ästhetischen Aneignung der Wirklichkeit, in der Kunst. Diese entspringt der Phantasie, die sich als einzige Form des Denkens von der Herrschaft des Realitätsprinzips freigehalten hat. In der Kunst sieht Marcuse eine Form menschlicher Arbeit verwirklicht, die weitgehend ohne Triebunterdrückung vor sich geht und ein hohes Maß an libidinöser Befriedigung bietet, ohne destruktiv zu sein. Im Kunstschaffen und in der Kunstrezeption kommt es zu einer wenigstens zeitweiligen Befreiung des Eros. So kann die ästhetische Erfahrung als Modell einer von repressiven Strukturen befreiten Welterfahrung dienen. In einer befreiten Gesellschaft würde das Lustprinzip als Realitätsprinzip eingesetzt, ohne die Kultur zu zerstören.

## Rezeption
Als eine Replik auf Marcuses Kritik der Neo-Freudianischen Revision ist die aus dem Nachlass Erich Fromms von Rainer Funk herausgegebene Schrift Der angebliche Radikalismus von Herbert Marcuse zu verstehen. Darin kritisiert Fromm unter anderem Marcuses Verzicht auf klinische Befunde, sein Missverständnis der Perversionen und eine Fehldeutung des Ödipuskomplexes.
Bernard Görlich zufolge machte Marcuses Schrift ihn zum „Begründer einer Politischen Psychologie, die ihren Gegenstand nicht bloß äußerlich mit Freudscher Begrifflichkeit garniert, sondern im Freudschen Erkenntniszentrum selbst aufsucht“. Die Schrift verkünde „alles andere als eine optimistische Lösung“. Zwar habe Marcuse immer Bilder der Befreiung gesucht, „um den Emanzipationsgedanken zu fundieren“, aber in der Auseinandersetzung mit Freuds Unbehagen in der Kultur suchte er Antworten auf die Frage zu finden, „wo und warum diese Bilder begraben worden sind“. Nach Görlich hat Marcuse den fundamentalen Konflikt zwischen Eros und Kultur keineswegs geleugnet, sondern ihn gleichsam historisiert. Das von Freud für deren Unversöhnlichkeit verantwortlich gemachte Realitätsprinzip sei als historisch notwendiges Leistungsprinzip zu verstehen, das eine Unterdrückung der Triebe notwendig gemacht habe, welches aber in der Gegenwart tendenziell überflüssig geworden sei und nur durch die gesellschaftlichen Machtstrukturen mit ihrer „zusätzlichen Unterdrückung“ aufrechterhalten werde.
Der Philosoph Michael Werz verortete die Schrift, die die Grenze zwischen Psychologie und Sozialphilosophie auflöse, im Kontext „beginnender Befreiungs- und Entkolonialisierungsbewegungen“. Marcuse habe den von Freud hervorgehobenen unversöhnlichen „Konflikt zwischen Lebens- und Todestrieb“ zugunsten „einer neuen utopischen Konzeption“ relativiert.

### Ausgaben
- Herbert Marcuse: Eros and civilization. A philosophical inquiry into Freud. The Beacon Press, Boston 1955
- Nachdruck mit einem neuen Vorwort des Autors bei Vintage, New York 1962

Die deutsche Übersetzung stammt von Marianne von Eckardt-Jaffe. Von ihr gibt es vier Ausgaben mit zwei verschiedenen Titeln:
- Eros und Kultur. Ein philosophischer Beitrag zu Sigmund Freud. Klett, Stuttgart 1957
- Triebstruktur und Gesellschaft. Ein philosophischer Beitrag zu Sigmund Freud. Suhrkamp, Frankfurt am Main 1965, Reihe Bibliothek Suhrkamp, 17. Auflage 1995, ISBN 3-518-01158-8
- Herbert Marcuse: Schriften, Bd. 5. Triebstruktur und Gesellschaft. Ein philosophischer Beitrag zu Sigmund Freud. Suhrkamp, Frankfurt am Main 1979, ISBN 3-518-07564-0 und ISBN 3-518-07554-3
- Nachdruck dieser Ausgabe im Rahmen des Reprints der 1978 bis 1989 bei Suhrkamp erschienenen Schriften in neun Bänden bei zu Klampen, Springe 2004, ISBN 3-934920-46-2

### Sekundärliteratur
- Micha Brumlik: Marcuse, Herbert: Triebstruktur und Gesellschaft. In: Georg W. Oesterdiekhoff (Hrsg.): Lexikon der soziologischen Werke. Westdeutscher Verlag, Wiesbaden 2001, S. 447 f.
- Erich Fromm: Der angebliche Radikalismus von Herbert Marcuse. Hrsg. Rainer Funk. e-Book, Open Publishing Rights, München 2015.
- Bernard Görlich: Die Wette mit Freud. Drei Studien zu Herbert Marcuse. Nexus, Frankfurt am Main 1991, ISBN 3-923301-39-1
- Jürgen Seifert: Freud als Marx-Ersatz? In: Die Neue Gesellschaft 6 (1959) 68–70.